# 柿﨑明二
柿﨑 明二（かきざき めいじ、1961年〈昭和36年〉8月2日 - ）は、日本のジャーナリスト、帝京大学法学部教授。
元内閣総理大臣補佐官（菅義偉内閣）、共同通信社論説副委員長、編集委員。

## 来歴
秋田県平鹿郡平鹿町（現・横手市）生まれ。秋田県立横手高等学校、早稲田大学第一文学部卒業。1984年、毎日新聞社に入社し、1988年に退社して共同通信社に入社。1993年から東京本社政治部に勤務し、2011年より編集局編集委員。2013年からは論説委員を兼任し、2018年に編集委員を外れる。2019年から編集局論説副委員長。この間、独立行政法人評価委員会臨時委員や法政大学法学部兼任講師も務めた。2020年9月16日付で総務局付に異動し、9月30日付で退社。
同年10月1日付で、菅義偉内閣の内閣総理大臣補佐官（政策評価、検証担当）に任命された。報道関係者が国会議員を経ず、内閣総理大臣補佐官に就任するのは初めて。首相補佐官就任に際し、安倍政権をジャーナリストの立場で批判しながら、その後継政権で官邸入りした柿﨑の姿勢に対しては「笑っちゃいました。だって、あれだけ安倍政権を批判されていた方が官邸側に入るって。何ができるんだろうな、と興味深いですよね」（古市憲寿）、「どういうお仕事をされるかはこれからだと思いますが、基本的な立場として、権力の中に入るのはあり得ないと思っているのが私たち（記者側）。意外じゃないところも後でお話するが、がっかりした」（龍崎孝）など、批判的な声が上がった。
2022年4月より、帝京大学法学部政治学科教授に就任。

## 著書
- 空白の宰相 「チーム安倍」が追った理想と現実（共著、2007年、講談社） ISBN 978-4062144261
- 「次の首相」はこうして決まる （2008年、講談社現代新書）ISBN 978-4062879644
- 検証 安倍イズム――胎動する新国家主義 （2015年、岩波新書） ISBN 978-4004315667

## 出演番組

### テレビ
- 情報プレゼンター とくダネ!（フジテレビ）
- 直撃LIVE グッディ!（フジテレビ）
- ひるおび!（TBS）
- ゴゴスマ -GO GO!Smile!-（中部日本放送）

### ラジオ
- 小島一宏 モーニングッド!（東海ラジオ）